# Дракула: Мёртвый и довольный
«Дракула: Мёртвый и довольный» (англ. Dracula: Dead and Loving It) — кинокомедия режиссёра Мела Брукса, пародирующая роман «Дракула» Брэма Стокера и различные экранизации этой книги. В главной роли — Лесли Нильсен.
Будучи критическим и коммерческим провалом, в настоящее время это последний фильм Брукса в качестве режиссёра.

## Сюжет
Сюжет пародирует сюжет романа «Дракула» Брэма Стокера. Рэнфилд отправляется в Трансильванию к графу Дракуле, тот гипнотизирует его и превращает в своего раба, после чего отправляется из Трансильвании в аббатство Карфакс, где начинает безобразничать.
Его первой жертвой становится Люси. Дракула приходит к ней дважды. В первый раз граф в образе летучей мыши влетает в окно. Девушка теряет половину крови и не может даже встать. Потом, по совету профессора Ван Хельсинга её помещают в другую комнату и завешивают её чесноком. Дракула освобождает Рэнфилда и поручает ему убрать чеснок, но тот выдаёт себя. В итоге Дракула сам, с помощью гипноза заставляет девушку выйти и убивает её. То же самое он решает сделать с Миной. Тем временем Люси воскресает, и начинает жить жизнью вампира. К счастью, профессор с Харкером убивают её. Той же ночью Дракула осуществляет свой коварный план. После долгого и мучительного разбора граф похищает Мину, потом кусает. На утро Ван Хельсинг обнаруживает укус на шее Мины.
Профессор предлагает устроить бал (и завязывает словесный поединок на древнемолдавских словах с графом). На балу вдруг открывают зеркало и понимают, что Дракула — вампир. Граф бежит вместе с Миной к заброшенной часовне (он понимает, что его будут искать в его аббатстве). Рэнфилд неосторожно называет его «повелитель». Неубедительный обман не удаётся, и он попадает в камеру (впрочем, лишь на несколько секунд). Его отпускают, Рэнфилд бежит без оглядки (запутав следы, не отходя от здания) к часовне (в силу того, что этот фильм — пародия, Рэнфилд, в отличие от оригинала романа невероятно туп). Дракула душит его и уходит. Сюард, Харкер и Ван Хельсинг догоняют. Завязывается небольшая битва, в ходе которой граф почти одолел людей. Вдруг начался рассвет, профессор открывает окно и вынуждает вампира спрятаться. Но вдруг Рэнфилд открывает люк на крыше, пытаясь помочь «хозяину», но убивает его. Позже он собирает пепел и выдавливает на нём улыбающееся лицо, пытается стать рабом Сюарда. Профессор Ван Хельсинг же завершает словесный поединок с Дракулой. Однако, в фильме присутствует своеобразное «пасхальное яйцо» — после окончания финальных титров в темноте раздаётся тихий смех графа Дракулы и он произносит последнее слово, как бы выигрывая поединок у режиссёра Мела Брукса, сыгравшего роль Ван Хельсинга.

## В ролях
- Лесли Нильсен — граф Дракула
- Питер Макникол — Томас Рэнфилд
- Стивен Уэбер — Джонатан Харкер
- Эми Ясбек — Мина Мёррэй
- Мел Брукс — доктор Абрахам Ван Хельсинг
- Лизетт Энтони — Люси Вестенра
- Харви Корман — доктор Джек Сюард
- Марк Блэнкфильд — Мартин
- Меган Кавана — Эсси
- Грегг Бинкли — Вудбридж
- Клайв Ревилл — Сайкс
- Эцио Греджо — кучер
- Чарли Каллас — человек в смирительной рубашке
- Энн Банкрофт — мадам Успенская, цыганка
- Дэвид Делуиз — интерн
- Дженнифер Кристал — медсестра
- Чак МакКанн — трактирщик
- Лесли Сакс — капельдинер в театре.
- Дарла Хон — вампирша-брюнетка в замке Дракулы.
- Карен Ро — вампирша-блондинка в замке Дракулы.

## Интересные факты
- В отличие от первоисточника, Мина является дочерью доктора Сьюарда, а Люси — его племянницей.
- Доктор Сюард всем прочим методам лечения предпочитает клизму, неоднократно назначает её Ренфилду в качестве «воспитательной меры», предлагал поставить клизму даже умирающей Люси.
- Некоторые сцены пародируют фильм «Дракула Брэма Стокера», например, тень Дракулы ведёт себя иногда даже слишком самостоятельно, даже убегает незадолго до гибели самого графа. В некоторых сценах Лесли Нильсен дословно произносит текст Бела Лугоши, но с другими интонациями.
- В сцене вколачивания кола было пролито 150 литров искусственной крови.
- Имя героини Энн Бэнкрофт, мадам Успенская, является ссылкой на актрису Марию Успенскую, которая сыграла цыганку в классических голливудских фильмах ужасов «Человек-волк» (1941) и «Франкенштейн встречает Человека-волка» (1943).